# Geranomyia nigronitida
Geranomyia nigronitida là một loài ruồi trong họ Limoniidae. Chúng phân bố ở miền Australasia.